# Пукірево
Пу́кірево (рос. Пукирево) — присілок у складі Верховазького району Вологодської області, Росія. Входить до складу Чушевицького сільського поселення.

## Населення
Населення — 22 особи (2010; 20 у 2002).
Національний склад (станом на 2002 рік):
- росіяни — 90 %